# ハーストン・ウォルドレップ
ハーストン・ウェイン・ウォルドレップ（Hurston Wayne Waldrep, 2002年3月1日 - ）は、アメリカ合衆国ジョージア州グレイディ郡カイロ出身のプロ野球選手（投手）。右投右打。MLBのアトランタ・ブレーブス所属。

## 経歴

### プロ入りとブレーブス時代
2023年のMLBドラフト1巡目（全体24位）でアトランタ・ブレーブスから指名されプロ入り。契約金は約300万ドル。A級オーガスタ・グリーンジャケッツでプロデビューし、初登板で3イニング8三振を記録し、わずか1試合でA+級ローマ・ブレーブスに昇格した。A+級ローマでは12イニングを投げて17奪三振を記録し、AA級ミシシッピ・ブレーブスに昇格した。9月23日にはAAA級グウィウィット・ストライパーズに昇格し、驚異的なスピードで昇格を果たした。
2024年はAA級ミシシッピでスタートした。6月9日に40人ロースターに選ばれ、メジャーリーグに初昇格した。その日のワシントン・ナショナルズ戦でMLBデビューを果たした。

## 詳細情報

### 背番号
- 64（2024年 - ）

### 代表歴
- 2022 ハーレムベースボールウィーク アメリカ合衆国代表